# Bud Olson
Horace Andrew „Bud“ Olson, PC, AOE (* 6. Oktober 1925 in Iddesleigh, Alberta; † 14. Februar 2002 in Medicine Hat, Alberta) war ein kanadischer Politiker. 1957/58 sowie von 1962 bis 1972 war er Abgeordneter im Unterhaus und gehörte von 1968 bis 1972 als Landwirtschaftsminister der Regierung von Pierre Trudeau an. Von 1977 bis 1996 war er Senator, anschließend bis 2000 Vizegouverneur der Provinz Alberta.

## Biografie
Olson absolvierte seine Schullaufbahn in seiner Heimatstadt Iddlesburg und später auch in Medicine Hat. Danach betätigte er sich als Landwirt, Kaufmann und Viehzüchter. 1947 heiratete er Marion Lucille McLachlan. Mit ihr hatte er vier Kinder, später zählte er zehn Enkel.
Seine politische Laufbahn begann 1972, als er im Wahlkreis Medicine Hat auf Seiten der Social Credit Party antrat und zum Unterhausabgeordneten gewählt wurde. 1958 verlor er sein Mandat wieder, 1962 gelang ihm jedoch erneut der Einzug ins Unterhaus. Da der englischsprachige Flügel der Social Credit Party immer mehr an Bedeutung verlor, wechselte Olson 1967 zur Liberalen Partei. Ein Jahr später berief ihn Premierminister Pierre Trudeau als Landwirtschaftsminister in die Regierung; dieses Amt übte er bis 1972 aus, als er zum zweiten Mal die Wahlen verlor.
Trudeau berief Olson am 5. April 1977 in den kanadischen Senat. Dort war er zwischen 1980 und 1982 Staatssekretär für volkswirtschaftliche Entwicklung und Vorsitzender der entsprechenden Kommission. Bis 1984 war er auch für die Northern Pipeline Agency zuständig. Von September 1982 bis Juni 1984 war Olson Vorsitzender der Regierungsfraktion im Senat. Von 1991 bis 1993 präsidierte er die Finanzkommission des Senats.
Etwas mehr als einen Monat nach seinem Rücktritt als Senator wurde Olson am 17. April 1996 zum Vizegouverneur der Provinz Alberta ernannt. Dieses Amt übte er bis zum 10. Februar 2000 aus, danach zog er sich nach Medicine Hat zurück. Er starb dort am 14. Februar 2002 und wurde auf dem Friedhof Hill Cemetery in Iddlesburgh beerdigt.

## Ehrungen
1967 erhielt Olson die Centennial Medal. Vom College von Meidice Hat wurde er im folgenden Jahr für seine zivilen Bemühungen in der Politik geehrt. Von der kanadischen Armee wurde Olson 1970 zum Oberst ehrenhalber ernannt. Die Queen's Silver Jubilee Medal erhielt er 1977. Nachdem er sein Amt als Vizegouverneur von Alberta 1996 angetreten hatte, erhielt er damit automatisch den Alberta Order of Excellence, den seit 1971 jeder Vizegouverneur bei seinem Amtsantritt erhält.